# Had Bouhssoussen
Had Bouhssoussen (en àrab حد بوحسوسن, Ḥadd Būḥsūsn; en amazic ⵃⴷⴷ ⴱⵓⵃⵙⵓⵙⵏ) és una comuna rural de la província de Khénifra, a la regió de Béni Mellal-Khénifra, al Marroc. Segons el cens de 2014 tenia una població total de 7.368 persones.